# Elachiptera lenis
Elachiptera lenis är en tvåvingeart som beskrevs av Collin 1949. Elachiptera lenis ingår i släktet Elachiptera och familjen fritflugor. Inga underarter finns listade i Catalogue of Life.